# 法吉
法吉（法語：Fagui），是馬里的城鎮，位於該國西南部，由錫卡索區的庫蒂亞拉省負責管轄，處於庫佳拉西南面45公里，面積504平方公里，2009年人口11,800，人口密度每平方公里23.41人。